# Guelmim-Es Semara
Guelmim-Es Semara (arabisch كلميم السمارة, Zentralatlas-Tamazight ⴳⵓⵍⵎⵉⵎ ⵙⵙⵎⴰⵔⴰ) war bis zur Verwaltungsreform von 2015 eine administrative Region im Süden Marokkos. Die Region hatte ca. 502.000 Einwohner (Schätzung 2009); die Hauptstadt war Guelmim.
Die Region bestand aus folgenden Provinzen:
- Assa-Zag
- Es Semara
- Guelmim
- Tan-Tan
- Tata

Teile der Provinzen Assa-Zag und Es Semara lagen auf dem Gebiet der Westsahara.
Seit 2015 gehört die Provinz Es-Semara zur Region Laâyoune-Sakia El Hamra, die Provinz Tata zur Region Souss-Massa und die Provinzen Assa-Zag, Guelmim und Tan-Tan zur Region Guelmim-Oued Noun.